# Caja Rural–Seguros RGA
A Caja Rural–Seguros RGA (UCI csapatkód: CJR) egy spanyol profi kerékpárcsapat. Jelenleg profi kontinentális besorolással rendelkezik.

## Keret (2023)
| A csapat versenyzői 2023                     | A csapat versenyzői 2023 | A csapat versenyzői 2023              | A csapat versenyzői 2023 |
| Név                                          | Születésnap              | Előző csapat                          |                          |
| -------------------------------------------- | ------------------------ | ------------------------------------- | ------------------------ |
| Julen Amezqueta                              | 1993. augusztus 12.      | Wilier Triestina-Selle Italia (2017)  |                          |
| Orluis Aular                                 | 1996. november 5.        | Matrix Powertag (2019)                |                          |
| Daniel Babor                                 | 1999. október 22.        | Elkov-Kasper (2022)                   |                          |
| Abel Balderstone                             | 2000. július 7.          |                                       |                          |
| Fernando Barceló                             | 1996. január 6.          | Cofidis (2021)                        |                          |
| Jon Barrenetxea                              | 2000. április 20.        | Baqué Ideus BH (2020)                 |                          |
| Jefferson Cepeda                             | 1996. március 3.         | Team Ecuador (2018)                   |                          |
| Josu Etxeberria                              | 2000. szeptember 9.      | Caja Rural-Seguros RGA amateur (2020) |                          |
| Jhojan García                                | 1998. január 10.         | Medellín (2019)                       |                          |
| David González                               | 1996. február 21.        |                                       |                          |
| Calum Johnston                               | 1998. január 11.         | Caja Rural-Seguros RGA amateur (2021) |                          |
| Iúri Leitão                                  | 1998. július 3.          | Tavfer-Measindot-Mortágua (2021)      |                          |
| Joseba López                                 | 2000. március 5.         |                                       |                          |
| Sergio Martín                                | 1996. december 13.       |                                       |                          |
| Mulu Hailemichael                            | 1999. január 12.         | Global 6 Cycling (2022)               |                          |
| Jokin Murguialday                            | 2000. március 19.        |                                       |                          |
| Joel Nicolau                                 | 1997. december 23.       |                                       |                          |
| Yesid Pira                                   | 1999. június 28.         | Liro-Alcaldía de La Vega (2021)       |                          |
| Eduard Prades                                | 1987. augusztus 9.       | Delko (2021)                          |                          |
| Michal Schlegel                              | 1995. május 31.          | Elkov-Kasper (2021)                   |                          |
| Jaume Guardeño (aug. 1.–dec. 31., trainee)   | 2003. február 20.        |                                       |                          |
| Javier Ibañez (aug. 1.–dec. 31., trainee)    | 2001. november 29.       | Caja Rural-Alea (2023)                |                          |
| Thomas Silva (aug. 1.–dec. 31., trainee)     | 2001. december 30.       |                                       |                          |
| Gorka Sorarrain (júl. 31.–dec. 31., trainee) | 1996. május 21.          | Baqué Cycling Team (2022)             |                          |
|                                              |                          |                                       |                          |
| Forrás: ProCyclingStats                      |                          |                                       |                          |

## Külső hivatkozások
Hivatalos oldal